# Dornier Do 26

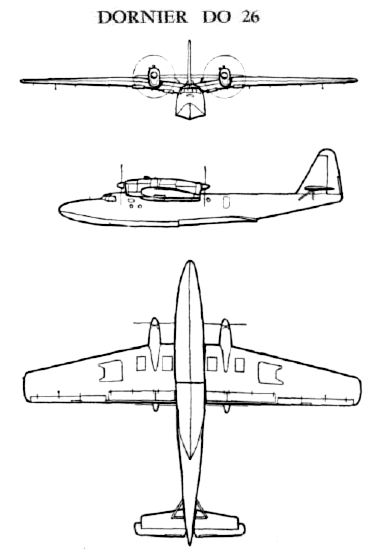
Dornier Do 26

De Dornier Do 26 was een vliegboot van geheel metalen constructie die in de jaren dertig door het Duitse bedrijf Dornier werd gebouwd. Het vliegtuig was bedoeld om trans-Atlantische verbindingen te verzorgen, het moest een nuttige lading van 500 kg en een bemanning van 4 personen tussen Lissabon en New York kunnen vervoeren. Het toestel wordt beschouwd als een van de mooist gestroomlijnde vliegboten ooit gebouwd.
Het toestel was uitgerust met volledig intrekbare drijver-stabilisatoren in de vleugels. De aandrijving bestond uit vier motoren die in tandemconfiguratie  waren geplaatst. De stand van de drijfassen van de motoren aan de achterzijde kon 10 graden versteld worden, zodat er geen spetters op de schroefbladen terechtkwamen. Het toestel had meeuwvleugels, in tegenstelling tot zijn Dornier-voorgangers die parasolvleugels hadden.

## Inzet
In 1937 bestelde Lufthansa drie exemplaren van de Do 26. Het prototype vloog voor het eerst op 21 mei 1938. Kort voor de Tweede Wereldoorlog werden twee exemplaren afgebouwd en aan Lufthansa opgeleverd. Zij werden Do 26 A (V1 Seeadler en V2 Seefalke) genoemd. Deze vliegtuigen maakten achttien maal de oversteek over de Zuid-Atlantische Oceaan. Het derde vliegtuig, de Do 26 B (V3 Seemöwe) vloog eveneens net voor de oorlog maar werd niet meer door Lufthansa ingezet.
De hierboven genoemde exemplaren werden omgebouwd naar de eisen van de Luftwaffe. Drie later afgeleverde exemplaren werden speciaal voor de Luftwaffe gebouwd en kregen de aanduiding Do 26 D. De bewapening bestond uit een automatisch kanon van 20 mm en drie mitrailleurs van 7,92 mm. Vanaf april 1940 namen de Do 26's deel aan de campagne tegen Noorwegen (Operatie Weserübung). Twee toestellen werden tijdens deze campagne neergehaald. Gebrek aan reserveonderdelen hield de overige exemplaren later in de oorlog aan de grond.